# Sclerogryllus punctatus
Sclerogryllus punctatus är en insektsart som först beskrevs av Brunner von Wattenwyl 1893.  Sclerogryllus punctatus ingår i släktet Sclerogryllus och familjen syrsor. Inga underarter finns listade i Catalogue of Life.